# Монахов, Сергей Юрьевич
Серге́й Ю́рьевич Мона́хов (род. 21 августа 1952, Ростов-на-Дону) — российский историк, археолог, антиковед, профессор Саратовского государственного университета.
Археолог, специалист по амфорам. Доктор исторических наук; профессор, заведующий кафедрой истории Древнего мира Саратовского государственного университета, директор Института археологии и культурного наследия СГУ, ответственный редактор межвузовского научного сборника «Античный мир и археология».
Работает на кафедре с 1977 года. Окончил исторический факультет СГУ в 1974 году. Защитил кандидатскую диссертацию «Керамическая тара Херсонеса Таврического IV—II вв. до н. э.» (1983). В 2000 году защитил докторскую диссертацию «Торговые связи в Причерноморье в VII—II вв. до н. э.».
Область научных интересов: античная и скифо-сарматская археология, греко-варварские взаимодействия в Причерноморье в античную эпоху, история античной торговли и экономики.

## Основные публикации
- Ещё раз о стандартах ёмкости амфор эллинистического Херсонеса // ВДИ. 1980. № 4.
- О штампах для клеймения херсонесских амфор // Советская археология. 1981. № 2.
- Производство амфор в эллинистическом Херсонесе // ВДИ. 1984. № 1.
- Монахов С. Ю. Амфоры Херсонеса Таврического IV—II вв. до н. э.: Опыт системного анализа / Под ред. В. И. Каца. — Саратов: Изд-во СГУ, 1989. — 160 с. — ISBN 5-292-00393-X.
- Заметки по локализации керамической тары: амфоры и амфорные клейма Колофона // ВДИ. 1990. № 4
- Динамика форм и стандартов синопских амфор // Греческие амфоры. Саратов, 1992.
- К реконструкции античной методики расчета и моделирования древнегреческих амфор // Вестник древней истории. 1992. № 2 (в соавт. с В. Н. Слоновым)
- La chronologie de guelgues kourganes de la noblesse scythe du IVe siècle av n.e. du littoral septentrional de la mer Noire // Il Mar Nero. Banca Turco.-Romenia II — 1995/96 4.
- Греческие амфоры в Причерноморье: комплексы керамической тары VII—II вв. до н. э. Саратов: Изд-во СГУ, 1999
- Panskoye I. The monumental Building U6. Aarhus university Press, 2002. Vol. 1. Text. Vol. 2. (соавторы: Hannestad L., Stolba V., Sceglov A., Kac V., Rogov E.)
- Греческие амфоры в Причерноморье: типология амфор ведущих центров-экспортёров товаров в керамической таре. М.-Саратов: Изд-во «Киммерида», Изд-во СГУ, 2003.